# Гела (бог)
Ге́ла — в мифологии ингушей и чеченцев Бог солнца (неба).

## Мифология

#### Этимология имени
Ф. И  Горепекин приводит как вариант имя Галь-ерд. У И. А. Дахкильгова он назван — XIало и является богом неба.
Живёт на небе вместе с богом Селой. Гела днём освещал мир людей, повернувшись к нему лицом, и своими лучами, содержащими мужское семя, оплодотворяет всё живое. А ночью он освещал мир мёртвых, но отвернув от него своё лицо, поэтому в этом мире нет тепла и жизни. Два раза в году в дни равноденствия Гела гостил у богини Азы. Богу солнца регулярно возносились молитвы в ингушском святилище Галь-ерд. Засуха объяснялась неблагосклонностью божества.
По данным А. У Мальсагова и Х. Танкиева, мать Гелы — Аза. А по преданиям, записанным И. А Дахкильговым, Аза — дочь солнца и могла стать его женой, но в итоге ею стала дочь бога Селы — богиня Сата.

#### Спор между Села-Сатой и Малха Азой
Бог Хал овладел небом. В его дружине находилось 63 воина. Наступил срок ему жениться. Он находился в сомнении, не зная на ком жениться, потому что в мире были две прославленные девушки — Села Сата и Мялха Аза. Кого из них выбрать, он никак не мог решить. Его 63 нарта столь долго ходили в походы по бескрайнему небу, что одежда их основательно пообносилась. Необходимо было одеть воинов во всё новое.
И тут Хало сказал тем прославленным двум девушкам:
- Я женюсь на той из вас, которая в одну ночь сошьёт для моих 63 нартов одежду, которая каждому из них была бы впору.
Ночью, когда нет солнца, Мялха Аза не имела права никуда выходить, поскольку её жизнь была связана с солнцем. Но этот запрет не касался Села-Саты, поэтому она в полночь вошла в палаты, в которых спали те 63 нарта, и в одно мгновение на глаз сняла с каждого из них мерку. Утром засели и к вечеру закончили шить Села-Сата и Мялха Аза. Сшитые одежды отдали тем 63 всадникам.
Мялха Аза, отдавая сшитую ею одежду, сказала:
- Пусть каждый наденет то, что ему впору.
Села-Сата же каждому всаднику отдала именно для него сшитую одежду Сшитое Мялха Азой кому-то оказалось впору, а кому-то великовато, а другому маловато. А вот сшитое Села-Сатой каждому нарту оказалось как раз по нему. Села-Сата победила в этом деле. Хало женился на ней, а не на Мялха Азе. Но вот если бы Мялха Аза имела право ходить по миру и в ночное время, и если бы она хотя бы краем глаза сумела глянуть на тех нартов, вот тогда только и можно было бы точно узнать, которая из двух девушек более искусна.
Записано И.Дахкильговым в 1994 году от 68-летнего беженца из села Яндиево Мусы Терсботовича Албакова. Опубликовано: Сердало. 1999. 29 апр.; ИССП. С. 255.